# Copyfraud

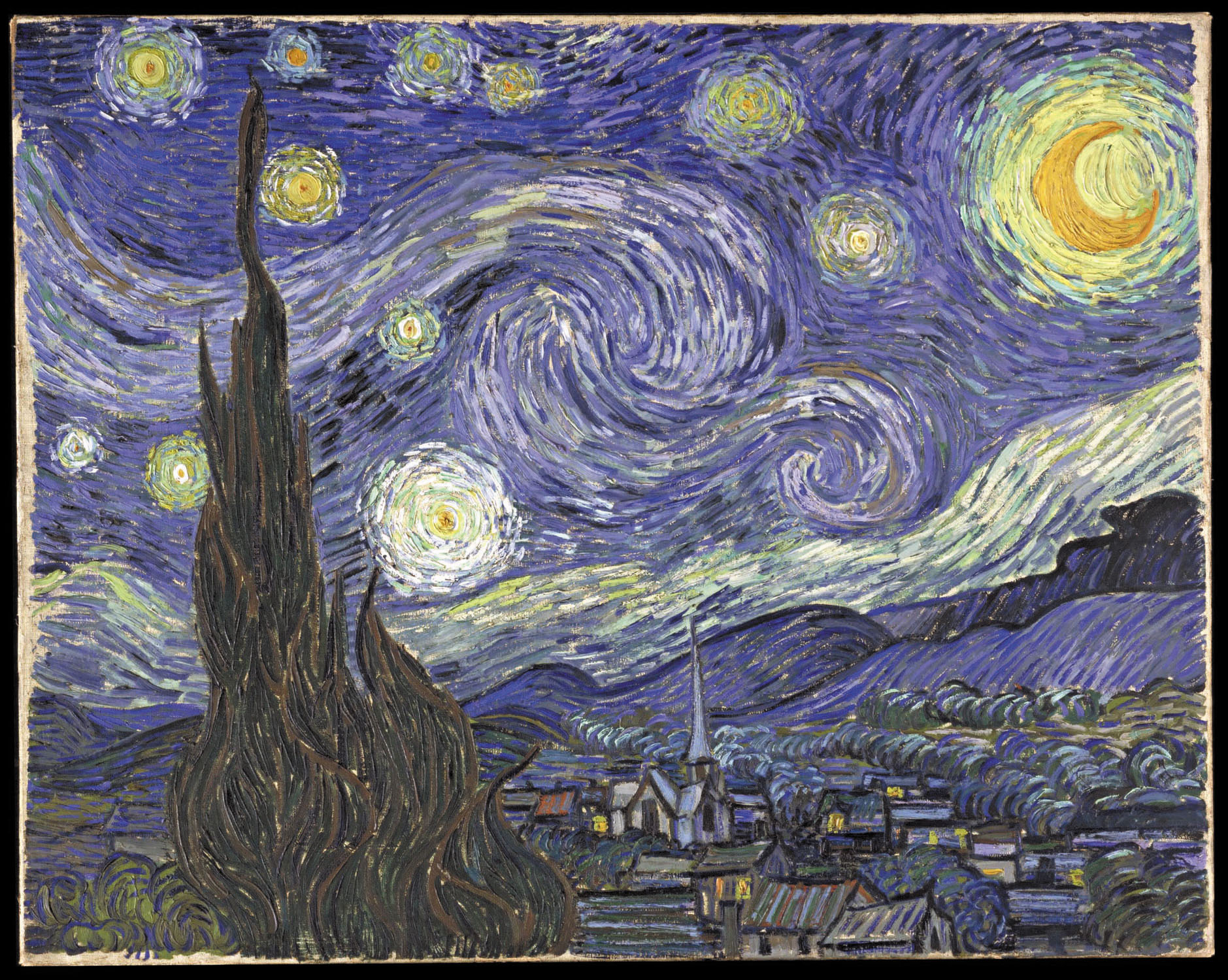
Репродукции работ, таких художников как Моне и Ван Гог, находятся в общественном достоянии, но часто печатаются с ложным уведомлением об авторском праве от крупных музеев

Copyfraud (англ. copy — копия, fraud — мошенничество) — термин, описывающий ложные претензии авторов или учреждений в отношении произведений, находящихся в общественном достоянии. Такие действия являются неправомерными, так как работы, перешедшие в общественное достояние, абсолютно бесплатны, их можно свободно воспроизводить, изменять и использовать. Также copyfraud означает ущемление прав настоящего владельца авторских прав, наложение на него ограничений, не предусмотренных законом.
Термин «copyfraud» был придуман Джейсоном Маццоне, профессором права в Иллинойсском Университете.
Поскольку copyfraud почти никак не регламентирован законодательно и не имеет последствий, он существует в массовом масштабе — миллионы работ в общественном достоянии ложно помечены как объекты авторского права. По мнению Маццоне, copyfraud душит свободное воспроизведение произведений общественного достояния, препятствует инновациям и подрывает право на свободу слова.

## Определение
Маццоне описывает copyfraud как:
- Сообщение об авторских правах для произведений в общественном достоянии;
- Наложение на владельца авторских прав ограничений за пределами того, что позволено законом;
- Сообщение об авторских правах для произведений на основе владения их копиями или архивов[уточнить];
- Сообщение об авторских правах для произведений, являющихся общественным достоянием, конвертированных на иной носитель[1].

## Анализ

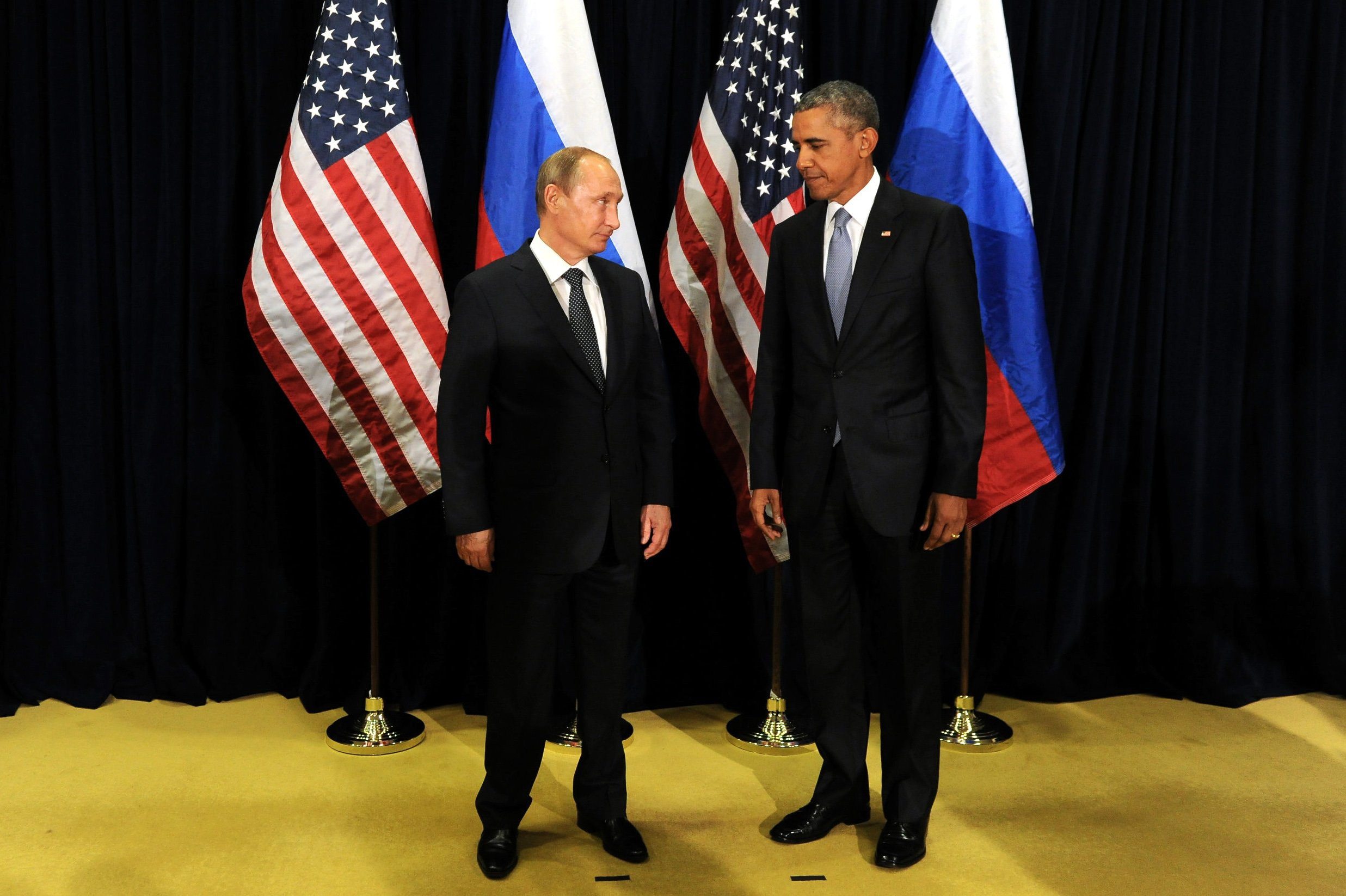
Пример фотографии с сайта президента РФ, распространяемой по лицензии Creative Commons. Если где-либо утверждается, что «распространение фотографии нарушает авторские права», то это copyfraud, так как лицензии Creative Commons позволяют распространение этой фотографии (только на условиях, предусмотренных лицензией). На фото Владимир Путин и Барак Обама на сессии Генассамблеи ООН в 2015 году.

По утверждению Маццоне, copyfraud обычно остаётся безнаказанным по причине слабого законодательства в этом аспекте. По его мнению, немногие люди, которые компетентны в данном вопросе, готовы рискнуть и подать иск, чтобы противостоять незаконным лицензионным сборам. «Эти обстоятельства дали мошенничеству невыразимые масштабы, с миллионами работ в общественном достоянии, считающихся защищёнными авторским правом. Бесчисленные суммы долларов выплачиваются ежегодно в качестве лицензионных сборов за право сделать копии, которые могут быть сделаны бесплатно»
В Законе об авторском праве США только два раздела касаются проблемы copyfraud: Раздел U.S.C. § 506 (с) предусматривает уголовную ответственность за мошенническое использование авторских прав, а в разделе U.S.C. § 506 (е) предписывает наказывать штрафом злоумышленника, который умышленно подаёт заявку на регистрацию нерегистрируемого объекта.
Раздел 202 Закона об авторском праве в Австралии 1968 года налагает штрафы за «необоснованные угрозы судебного разбирательства». Сюда входят ложные претензии авторского права на работы в общественном достоянии, или введение ограничений авторского права, кроме тех, которые разрешены законами Австралии.
Американский учёный-правовед Пол Дж. Хилд в статье 1993 года, опубликованной в журнале Journal of Intellectual Property Law, провёл исследование ложных авторских прав. Он оценил возможности гражданских исков против копифроуда в рамках ряда коммерческо-правовых теорий: нарушение гарантии прав собственности, несправедливое обогащение, мошенничество и ложная реклама. Хилд привёл в пример случай, в котором первая из этих теорий успешно была использована в контексте авторского права. Он рассказал историю судебного разбирательства между Tams-Witmark Music Library и New Opera Company:
New Opera Company приобрела у Tams-Witmark Music Library право на постановку оперетты «Весёлая вдова» за 50 000 долларов США в год. После немногим больше года выступлений, в New Opera Company обнаружили, что оперетта несколько лет назад перешла в общественное достояние. Компания перестала платить роялти и подала в суд на владельца авторского права. Tams-Witmark Music Library подала встречный иск за невыплату по договору. Суд первой инстанции постановил вернуть $ 50 500 за причинённый ущерб, а апелляционный суд подтвердил решение первого суда, постановив, что «„Весёлая вдова“ "перешла, наконец, полностью и навсегда в общественное достояние и стала доступна для неограниченного использования кем угодно»
Кори Доктороу в одной из своих статей в блоге Boing Boing поднимает проблему продажи в интернете тех электронных книг, которые уже перешли в общественное достояние. Он рассказывает про мошенников, копирующих эти произведения их открытых источников и выставляют их в ограниченном доступе или продают на других интернет-ресурсах. Профессор Таня Асим Купер писала, что компания Corbis порой незаконно «удерживает» авторское право в своих цифровых художественных изображениях, которые уже перешли в общественное достояние, тем самым ограничивая доступ к искусству, принадлежащему общественности. Чарльз Айкер отметил распространенность копифроуда по отношению к сервису Google Books. Он объяснил как работает один из недобросовестных методов копифроуда: после сканирования книги в общественном достоянии, она конвертируется в формат PDF с отметкой о дате издания. Google может зарегистрировать её в качестве новой книге с ISBN и сделать недоступными часть страниц, а затем представить ссылки на покупки этого произведения на Amazon.com в качестве электронной книги для Kindle. После покупки, по утверждению Айкера, Google зарабатывает небольшой процент от каждой продажи, указанной Amazon или другими книжными магазинами.

## Известные случаи
- В 1984 году, Universal Studios был подан иск в суд на компанию Nintendo из-за аркадной игры для автоматов Donkey Kong. Иск строился на том основании, что Донки Конг был очень похож на Кинг-Конга, права на которого были у Universal. В конце концов, юристы Nintendo смогли доказать, что Universal в судебном процессе против RKO General[англ.] в 1975 году заявил, что Кинг-Конг был в общественном достоянии. Nintendo выиграла апелляцию, встречный иск, и дальнейшую апелляцию[10].
- В 2006 году Майкл Крук подал в суд на Fox News Channel по причине публикации на веб-сайте снимков с его участием на телешоу Hannity & Colmes. В итоге в марте 2007 года, Крук отозвал претензии[11][12].
- Американское антикварное общество неоднократно критиковали за использования знаков копирайта, хотя антиквариат находился в общественном достоянии. В июне 2015 года ААО обновило свой веб-сайт, убрав все отметки об авторском праве. ААО позволило пользователям свободно скачивать и использовать любое из изображений в базе данных онлайн изображений, и перестало требовать от пользователей цитировать их в качестве источника. Кроме того, ААО стало предоставлять неограниченный доступ к фото в своём читальном зале[1][13]
- В 2013 году у Лесли Клингера[англ.] через иск в суд требовали, чтобы он платил лицензионный сбор за использование в своей книге информации о Шерлоке Холмсе и других героев Конан Дойля. Произведения английского писателя были опубликованы до 1923 года и Верховный суд США согласился с Клингером, постановив, что эти произведения находятся в общественном достоянии в США[14][15].
- В 2013 году компания Good Morning to You Productions подали в суд на Warner/Chappell Music, опираясь на исследования Роберта Брайнеса, подала в суд на Warner за ложные утверждения об авторских правах на песню «Happy Birthday to You»[16][17]. В сентябре 2015 года суд Лос-Анджелеса частично удовлетворил иск, посчитав, что Warner/Chappell Music имеет авторские права только на фортепианную аранжировку, но не на слова песни и музыку[18][19].